# Knud Højgaard
Knud Nielsen Højgaard (født 12. juni 1878 i Ryslinge, død 4. september 1968 i Vejle) var en dansk civilingeniør, entreprenør og erhvervsleder, der stiftede Højgaard & Schultz i 1918. Firmaet indgår nu i MT Højgaard.

## Liv og karriere
Han var søn af højskoleforstander Niels Højgaard (død 1925) og hustru Johanne f. Byskov (død 1878).
Han blev student (Nykøbing Falster) 1897, cand.polyt. 1903, var på ophold i USA 1904-09, blev leder af firmaet Christiani & Nielsens russiske afdeling 1910-17 og grundlagde eget firma, Højgaard & Schultz A/S, 1918.
Knud Højgaard hører til gruppen af Danmarks mest fremtrædende ingeniører, der har gjort dansk ingeniørvirksomhed kendt i udlandet.
Højgaard havde markante politiske synspunkter, der var præget af bl.a. den korporatistiske ide. I et interview i Dagbladet Børsen i begyndelsen af Danmarks besættelse den 6. august 1940 kritiserede den fremtrædende erhvervsleder det parlamentariske demokrati. Han kritiserede blandt andet, at pensionister og modtagere af socialhjælp havde stemmeret og fandt det desuden meningsløst, at unge, uerfarne mennesker havde lov til at stemme.
Han var generelt meget nationalt sindet og kom senere under Besættelsen i modvind, da han sammen med andre ledende erhvervsfolk i den efter ham opkaldte Højgaardkreds foreslog kongen at afskedige regeringen og erstatte den med et ekspertstyre.
Højgaard var medlem af bestyrelsen for Dansk Ingeniørforening 1930-40, formand 1936-40 samt formand for A/S Dansk Ingeniørforenings Hus 1934-49. Han blev udnævnt til æresmedlem af foreningen 1953.
Han var formand i bestyrelsen for A/S Højgaard & Schultz; medlem af Consortium Franco-Polonais pour la Construction du Port de Gdynia, hovedsæde i Paris; formand for bestyrelsen for A/S Korsør Glasværk, for Ejendomsaktieselskabet Biblioteksgården og for A/S Cudoglas; medlem af repræsentantskabet for A/S Københavns Handelsbank; medlem af bestyrelsen for A/S Det Forenede Dampskibs-Selskab, for AS Jydsk Landvinding, for A/S Dansk Aluminium Industri og for A/S Spraymuls.
Højgaard var medlem af Det Kongelige Danske Geografiske Selskab. Fra 1940 til sin død var han medlem af Selskabets råd. Desuden var han stifter af og medlem af Akademiet for de tekniske Videnskaber 1937, medlem af Dansk Luftværnsforenings landsstyrelse og landsråd, næstformand for landsrådet 1935-44 samt for sammes kredsråd for København; medlem af repræsentantskabet for Landsforeningen Dansk Arbejde og for Foreningen Norden; medlem af udvalget af 1932 vedr. ordningen af A/S Burmeister & Wains forhold og af Thyborønkommissionen af 1937; formand for Trafikministeriets vejudvalg af 1940 og for statens materialprøveråd 1941; medlem af udvalget vedr. Hanstholm Havn 1948 og af tilsynsrådet for Håndværkets konsultations- og forsøgsvirksomhed 1948 samt medlem af bestyrelsen for Teknologisk Institut.
Højgaard oprettede Danmarks Akvarium, som indviedes 1939, og stiftede desuden 1944 Civilingeniør Knud Højgaards Legat, som i 1955 omdannedes til Knud Højgaards Fond, der bl.a. støtter studerendes udlandsophold.
Højgaard var Kommandør af Dannebrogordenen og Dannebrogsmand og desuden dekoreret med udenlandske ordner.
Han var ejer af Brændte Ege 1939-45 og Orupgaard 1939-54 samt af Christianssæde og Pederstrup skovdistrikter 1939-54. Hans slægt ejer stadig disse ejendomme.
Han var gift 1. gang (19. april 1904) med Ingeborg Højgaard, f. 2. november 1879, død 1944, datter af kgl. fuldmægtig Emil Kornbeck (død 1909) og hustru f. Christensen (død 1889) og 2. gang (27. juni 1947) med Karen Højgaard, f. 15. januar 1901 i Søndervig, datter af afd. gårdejer C.C. Lodberg og hustru Kirstine f. Aa. Knud Højgaard havde sønnen Mogens Højgaard, der var direktør for Danmarks Akvarium.
Knud Højgaards Hus på Kultorvet i København er opkaldt efter ham. Der findes tillige en Knud Højgaards Vej i såvel Søborg som Vejle.